# New England-orkanen 1815
New England-orkanen 1815 (engelska: 1815 New England hurricane) var en orkan som slog i New England i september 1815. Stormen var den första orkanen i New England sedan stora orkanen 180 år tidigare.
Efter att ha slagit till mot Long Island orsakade stormen framför allt skador i Connecticut, Massachusetts, New Hampshire och Rhode Island.

### Fotnoter
- Wikimedia Commons har media som rör New England-orkanen 1815.

1. ↑  Microsoft Word - MASTER_MASTER Oct 23.doc
2. ↑  ”1815- The Great September Gale” (på engelska). Hurricanes: Science and Society. 1 september 1815. http://www.hurricanescience.org/history/storms/pre1900s/SeptemberGale/. Läst 28 september 2014.